# Recopa Sudamericana 1995
La Recopa Sudamericana 1995 è stata la settima edizione della Recopa Sudamericana; in questa occasione a contendersi la coppa furono il vincitore della Coppa Libertadores 1994 e il vincitore della Supercoppa Sudamericana 1994.

## Tabellino
| Arbitro: | Juan Francisco Escobar |

| |            | |
| Serrizuela 69’ | Marcatori  | |
| · Luis Islas · Juan Carlos Ramírez · Claudio Arzeno · Guillermo Ríos · José Serrizuela · Diego Cagna · Raúl Cascini · 46’ Jorge Burruchaga · 62’ Daniel Garnero · 77’ Albeiro Usuriaga · Sebastián Rambert · 46’ Pablo Rotchen · 62’ Gustavo López · 77’ Tony Gómez | Formazioni | · José Luis Chilavert · Raúl Cardozo 73’ · Víctor Sotomayor · Flavio Zandoná · Christian Bassedas 73’ · Claudio Husaín 85’ · Roberto Trotta · José Basualdo · Marcelo Herrera · Omar Asad · José Oscar Flores · Roberto Pompei 73’ · José Luis Sánchez 73’ · Mauricio Pellegrino 85’ |
| Miguel Brindisi | Allenatori | Carlos Bianchi |